# KIF Håndbold
KIF Kolding er en dansk herrehåndboldklub fra Kolding. Klubbens førstehold har spillet i landets bedste række siden 1984 og er på herresiden den mest vindende klub i dansk håndbolds historie med 14 danske mesterskaber og 8 pokaltitler. KIF Kolding er en del af Kolding Idræts Forening.
I sommeren 2011 blev førsteholdet for kvinder flyttet til den selvstændige klub Vejen EH, og i sommeren 2012 blev KIF's førstehold for herrer til den selvstændige klub KIF Kolding København. I 2018 er både kvinder og herrer tilbage i KIF Kolding.

## Historie
KIF håndbold blev stiftet i 1941, og med en entusiastisk formand, Th. Jepsen, skabte klubben hurtigt opmærksomhed om spillet i byen. I midten af 1950'erne byggede klubben en hal specielt til håndbold, og i den fik klubben efterhånden sportslig succes for både herrer og damer. I 1984 var herreholdet rykket op i 1. division, og allerede tre år senere vandt holdet første gang DM. Siden da har holdet været en betydelig magtfaktor i dansk herrehåndbold med 12 mesterskaber og flere flotte resultater i de europæiske turneringer med semifinalepladsen i EHF Champions League i 2002 som det bedste.
I 1998 blev den professionelle del af klubben selvstændig under navnet "Kolding IF Håndbold Elite A/S" med sigte på at håndtere de betydelige økonomiske risici, der efterhånden var kommet i professionel håndbold, på en måde, så det ikke ville give problemer for moderklubben. Dette skete i øvrigt samme år, som dameholdet rykkede op i den bedste række, hvor holdet har befandt sig til udskillelsen i en selvstændig klub, dog uden samme sportslige succes som herreholdet.
I 2021-22-sæsonen var klubben tæt på at rykke ned, men en scoring fra Peter Balling med 7 sekunder igen mod TTH Holstebro, afværgede nedrykningen. De sluttede sæsonen med 19 point; samme antal som TMS Ringsted, der rykkede ned, men med bedre interne kampe.
I 2024-25-sæsonen rykkede KIF Kolding ud af herrehåndboldligaen efter 41 år i træk i den bedste række. Nedrykningen blev afgjort i den sidste spillerunde i grundspillet. KIF Kolding vandt kun 2 kampe i løbet af sæsonen. 2 gange i sæsonen fyrede de cheftræneren, men det kunne ikke forhindre dem i at rykke ned. I oktober fyrrede de Kristian Kristensen og i marts fyrrede de Sebastian Seifert. Efter sæsonen fyrrede de også direktøren Christian Hjermind.

## Herrer
Herrerne fra KIF Håndbold er den mest vindende klub i dansk håndbolds historie.
Resultater
- 1987: DM-guld
- 1988: DM-guld
- 1990: DM-guld
- 1991: DM-guld
- 1992: Mesterholdenes Europa Cup: Semifinale
- 1993: DM-guld
- 1994: DM-guld
- 1995: DM-sølv
- 1996: DM-bronze
- 1997: City Cup, finale
- 1999: DM-sølv
- 2000: Europacup for pokalvindere, semifinale
- 2001: DM-guld
- 2002: DM-guld, Champions League semifinale
- 2003: DM-guld
- 2004: DM-sølv
- 2005: DM-guld
- 2006: DM-guld
- 2007: Nr. 2 i grundspillet, tapet semifinale
- 2008: Nr. 5 i grundspillet
- 2009: DM-guld
- 2010: DM-sølv
- 2011: Nr. 7 i grundspillet
- 2012: Nr. 2 i grundspillet
- 2013: 4. plads og vinder af pokal-finalen
- 2014: DM-guld
- 2015: DM-guld
- 2016: 6. plads
- 2017: 8. plads
- 2018: 13. plads - nedryknings-kamp mod TM Tønder Håndbold
- 2019: 11. plads
- 2020: 12. plads
- 2021: 8. plads
- 2022: 12. plads
- 2023: 5. plads i grundspillet
- 2024: 10. plads

### KIF Vamdrup
Mens herreholdet fortsat hørte under moderklubben, blev KIF Vamdrup stiftet i 2007 som et samarbejde mellem KIF Kolding og Vamdrup IF. KIF Vamdrup skulle fungere som KIF Koldings andethold og Vamdrup IF's førstehold. Målet var oprykning til den landsdækkende 1. division inden for få år. Holdet spillede i Vamdrup, i multiarenaen Arena Syd, hvor det også trænede.

## Spillertruppen 2022-23
| Nr. | Navn                     | Nationalitet | Position     |
| --- | ------------------------ | ------------ | ------------ |
| 1   | Magnus Brandbyge         | Danmark      | Målvogter    |
| 2   | Mads Peter-Lønborg       | Danmark      | Højre back   |
| 4   | Anders Beuschau          | Danmark      | Stregspiller |
| 5   | Steven Plucnar Jacobsen  | Danmark      | Stregspiller |
| 7   | Sander Øverjordet        | Norge        | Playmaker    |
| 10  | Vetle Rønningen          | Norge        | Venstre back |
| 11  | Andreas Bech Elbæk       | Danmark      | Playmaker    |
| 14  | Bjarke Christensen       | Danmark      | Venstre fløj |
| 15  | Jens Svane Peschardt     | Danmark      | Venstre back |
| 16  | Tim Winkler              | Danmark      | Målvogter    |
| 17  | Erik Thorsteinsen Toft   | Norge        | Venstre back |
| 18  | Benjamin Pedersen        | Danmark      | Stregspiller |
| 19  | Thomas Boilesen          | Norge        | Venstre back |
| 20  | Rasmus Døssing           | Danmark      | Målvogter    |
| 21  | Peter Lund               | Danmark      | Højre fløj   |
| 22  | Albert Dupont Thanning   | Danmark      | Venstre back |
| 27  | Jesper Meinby            | Danmark      | Højre back   |
| 28  | Nicolai Stærmose Snogdal | Danmark      | Venstre fløj |
| 29  | Viktor Nevers            | Danmark      | Højre fløj   |

## Damer
Dette hold spillede i holdboldligaens bedste række fra 1998. I efteråret 2005 blev KIF Vejen etableret. Dette projekt gik ud på, at damerne fremover skulle have base i Vejen og spille sine hjemmekampe i Vejen Idrætscenter. Formålet med dette projekt var at øge fokus på holdet, der hidtil havde stået lidt i skyggen af det meget vindende herrehold. Med flytningen ønskede man at øge interessen for holdet fra såvel tilskuere som sponsorer.
I 2011 blev det annonceret, at KIF Vejen blev en selvstændig klub med ny træner og ny hovedsponsor og ikke længere var underlagt KIF Kolding. Samtidig skiftede holdet navn til Vejen Elite Håndbold.

### Resultater
- 2010: Cup Winners Cup – Finale
- 2010: Damehåndboldligaen – Bronzemedalje

### Officiel fanklub
- KIF Vejen Support